# Braunkopf-Papageimeise
Die Braunkopf-Papageimeise (Sinosuthora webbiana, Syn.: Paradoxornis webbianus; auch Braunkopf-Papageischnabel) ist ein kleiner, in Ostasien verbreiteter Singvogel aus der Familie der Papageischnäbel. Sein Verbreitungsgebiet erstreckt sich von Vietnam über Taiwan, die Volksrepublik China und die Koreanische Halbinsel bis in den Fernen Osten Russlands.

## Aussehen
Die Braunkopf-Papageimeise erreicht eine Körperlänge von 12,0 Zentimetern und ein Gewicht von 8,5 bis 11 Gramm. Das Gefieder ist bei Männchen und Weibchen bräunlich mit leichtem rötlichem Einschlag des Scheitels und der Flugfedern. Die Unterseite ist blasser, die langen Schwanzfedern sind dunkler mit gräulich-braunen Außenfedern. Der graue Schnabel ist sehr kurz und dick, mit blasser Spitze. Die kleinen schwarzen Augen nehmen eine markante Position im Gesicht ein. Beine und Füße sind ebenfalls grau gefärbt.

## Lebensraum
Die Braunkopf-Papageimeise besiedelt verschiedene Habitate von offenen Waldlandschaften mit Buschwerk bis Bambuswäldchen. Während des Sommers hält sich der Vogel zumeist im Unterholz und Dickicht an den Rändern von Mischwäldern auf. Während des Winters versammeln sich Schwärme von bis zu 40 Individuen im Röhricht, an grasbewachsenen Hängen, Dickichten und Landwirtschaftsflächen.

## Verbreitungsgebiet
Das Verbreitungsgebiet der Braunkopf-Papageimeise erstreckt sich vom Nordosten Chinas und dem südlichen Teil des Fernen Ostens Russland über die Koreanische Halbinsel und Taiwan bis nach Nordvietnam und Birma. Als Irrgast ist die Braunkopf-Papageimeise auch auf den Inseln vor der Küste Japans zu beobachten. Einige nördliche Populationen ziehen im Winter nach Süden, meisten ändern die Vögel jedoch lediglich ihr Habitat.
Seit Mitte der neunziger Jahre existiert in Norditalien in der Gegend um das Riserva naturale Palude Brabbia und angrenzenden Gebieten eine mehrere tausend Individuen umfassende Population von Braunkopf-Papageimeisen und den eng verwandten Graukehl-Papageischnäbeln (Sinosuthora alphonsiana). Die italienische Population geht auf ca. 150 entflogene Individuen zurück, ist sesshaft und besitzt lediglich ein geringes Ausbreitungspotential. Beide Taxa treten in gemischten Schwärmen mit einer größeren Anzahl an Graukehl-Papageischnäbeln auf. Ebenso konnten sowohl in Italien als auch in China, wo sich die Verbreitungsgebiete der beiden Taxa überschneiden, gemischte Pärchen beobachtet werden. Die genetischen Analysen legen zudem nahe, dass es sich nicht um zwei eindeutig zu unterscheidende Arten handelt. Vielmehr konnten lediglich zwei verschiedene genetische Abstammungslinien festgestellt werden, die nicht genau mit den Morphotypen übereinstimmen. Dies spricht für eine Synonymisierung von S. alphonsiana (Graukehl-Papageischnabel) mit S. webbiana.

## Verhalten
Die Braunkopf-Papageimeise bildet für gewöhnlich Schwärme von zehn Vögeln, es wurden jedoch auch schon Schwärme mit bis zu 80 Individuen beobachtet. Die Schwärme bewegen sich mit großer Agilität durch die dichte Vegetation und halten mit Rufen ständigen Kontakt. Dabei suchen die Vögel die Vegetation nach Samen, Insekten, Spinnen und manchmal auch Getreide ab.
Braunkopf-Papageimeisen sind monogam. Das Männchen flicht den äußeren Rahmen eines tiefen und napfförmigen Nests aus Gras und verschiedenen Fasern in niedrigen Bäumen, Bambus, dichtem Gras oder Gebüschen. Das Weibchen füttert das Nest dann mit Moos, Spinnenweben, Haaren und Ähnlichem aus. Anschließend legt es drei bis fünf blaugrüne bis weiße Eier, die beide Elternvögel abwechselnd zirka 13 Tage lang ausbrüten.

## Systematik
Die Vogelfamilie Papageischnäbel (Paradoxornithidae), von John Gould 1836 veröffentlicht, wurden nach einer Neuordnung zunächst bei den Timalien (Timaliidae) und 2009 durch Gelang et al. bei den Grasmückenartigen (Sylviidae) eingegliedert. Damit einher gingen zahlreiche Umbenennungen der binomischen Artbezeichnung, so auch der Braunkopf-Papageimeise von „Paradoxornis webbianus“ zu Sinosuthora webbiana.
Im Januar 2019 wurden die Papageischnäbel wieder revalidiert, da man festgestellt hat, dass sie ein von den Grasmückenartigen verschiedene Klade bilden.
Sechs Unterarten werden unterschieden:
- S. w. mantschurica (Taczanowski, 1885),[6] Südostrussland and Nordostchina.
- S. w. fulvicauda (Campbell, CW, 1892),[7] Hebei (Ostchina) und Korea.
- S. w. suffusa (Swinhoe, 1871),[8] Zentral- und Südostchina sowie Nordostvietnam.
- S. w. webbiana (Gould, 1852),[9] Jiangsu und Zhejiang (Ostchina), Typusart.
- S. w. elisabethae (La Touche, 1922),[10] Südchina und Nordwestvietnam.
- S. w. bulomacha (Swinhoe, 1866),[11] Taiwan.

Die taxonomische Einordnung der Braunkopf-Papageimeise ist jedoch umstritten. So wird die Art manchmal zusammen mit dem Graukehl-Papageischnabel und weiteren Arten zu der Gattung Sinosuthora gestellt.

## Beziehung zum Menschen
Schäden an Hirse, Sorghum, Weizen und Reis, die durch die Braunkopf-Papageimeise verursacht werden können, sind selten. Sein rastloses akrobatisches Verhalten im Unterholz machte den agilen Vogel zu einem beliebten Käfigvogel in China und Japan. Vor der Gründung der Volksrepublik China waren männliche Braunkopf-Papageimeisen beliebt bei Vogelkämpfen.
Die Art wird aufgrund ihres großen Verbreitungsgebietes und Gesamtpopulationsgröße als nicht gefährdet (least concern). Eine Abnahme der Bestände konnte auch nicht beobachtet werden. Das Verbreitungsgebiet der Braunkopf-Papageimeise hat sich im Gegenteil in den letzten Jahren durch Zutun des Menschen weiter ausgebreitet. So wurde die Art in den neunziger Jahren nach Italien eingeführt.